# Rhene indica
Rhene indica là một loài nhện trong họ Salticidae.
Loài này thuộc chi Rhene. Rhene indica được Benoy Krishna Tikader miêu tả năm 1973.